# Vuelo 995 de Spantax
El vuelo 995 de Spantax fue un vuelo chárter entre Madrid y Nueva York con escala en Málaga operado por Spantax con un McDonnell Douglas DC-10 que sufrió un accidente despegando del aeropuerto de Málaga a las 10:00 hora local del 13 de septiembre de 1982.
Fallecieron 50 personas y el avión quedó irrecuperable. Tras el accidente la situación financiera de Spantax se agravó bastante y finalmente la compañía fundada por Rodolfo Bay Wright tuvo que cesar operaciones el 29 de marzo de 1988.

## Aeronave
El DC-10 de Spantax, matriculado como EC-DEG, había realizado su primer vuelo el día 13 de abril de 1977, y posteriormente, había sido entregado a la aerolínea estadounidense Overseas National Airlines. El avión tenía 5 años y 4 meses, y según la última revisión, estaba en perfecto estado.

## Accidente
Ese mismo día, la aeronave había realizado la ruta entre el aeropuerto de Palma de Mallorca y el aeropuerto de Madrid-Barajas, operando el vuelo 4439 de Iberia. Horas después, la aeronave despegó hacia el aeropuerto de Málaga, operando el vuelo 995 de Spantax. Tras la escala en Málaga el avión partió de nuevo hacia la cabecera 14 de la pista para despegar en dirección sureste.
El despegue se inició con normalidad segundos después de las 10 de la mañana, hasta que en el entorno de V1 (última velocidad a la que el despegue es abortable con seguridad) la tripulación comenzó a sentir fuertes vibraciones. Cuando el avión ya se estaba yendo al aire, entre Vr y V2, las vibraciones aumentaron fuertemente y la tripulación decidió abortar el despegue, a pesar de encontrarse muy por encima de la velocidad máxima en la que esta maniobra está permitida y es obligatorio irse al aire en cualquier caso.
Al abortar el despegue tan tarde el avión no tuvo pista suficiente por delante para frenar y se salió por el final de la pista a una velocidad de 110 nudos (unos 204 km/h). Colisionó con una caseta de hormigón que formaba parte del sistema ILS (donde perdió el motor 3), atravesó la verja metálica del aeropuerto, pasó la N-340 (en la época ya autovía) colisionando con tres coches y se detuvo a unos 450 metros de la pista.
Tras el golpe y detención del avión todos los ocupantes sobrevivieron, pero se produjo el incendio del combustible cargado para atravesar el Atlántico, incendio en el que perecieron 47 pasajeros y 3 miembros de la tripulación. Otros 334 pasajeros y 10 miembros de la tripulación sobrevivieron, 110 de los cuales fueron hospitalizados. También resultó herido grave el conductor de uno de los vehículos que el avión golpeó al pasar sobre la N-340.

## Causas
El accidente fue sometido a investigación por parte de las autoridades españolas y estadounidenses.
La causa de la vibración percibida por la tripulación fue el desprendimiento de la banda de rodadura del neumático derecho del tren delantero. El fallo último fue la falta de entrenamiento de la tripulación para una situación anormal de este tipo, ya que solo estaban entrenados para el fallo de un motor y no supieron cómo actuar ante la vibración. Las tripulaciones actuales están entrenadas para no abortar el despegue si no existe pista suficiente para frenar, lo que se calcula mediante las velocidades características.

## Galería

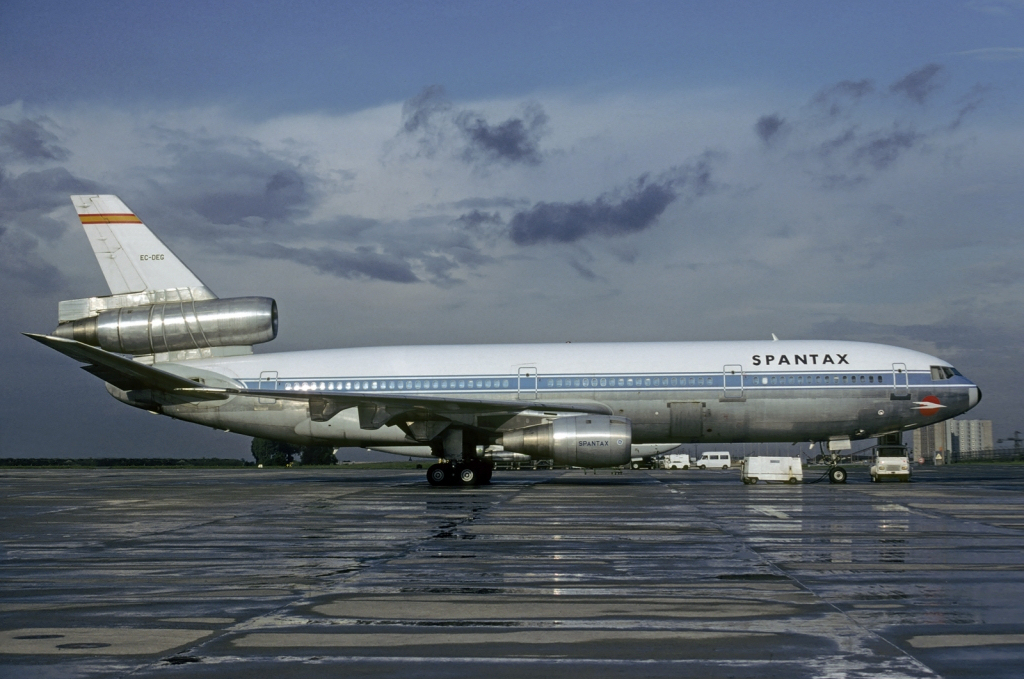
El avión involucrado en el accidente fotografiado en mayo de 1981.